# Jack Guest
John Jack Schofield Guest (født 28. marts 1906 i Montreal, død 12. juni 1972) var en canadisk roer som deltog i de olympiske lege 1928 i Amsterdam.
Guest vandt en sølvmedalje i roning under Sommer-OL 1928 i Amsterdam. Sammen med Joseph Wright jr. kom han på en andenserie i dobbelsculler efter Paul Costello og Charles McIlvaine fra USA.